# 八月二十
八月二十，农历八月第二十天。

## 大事记
1925年（民国14年）8月20日上午，廖仲恺携夫人何香凝乘车前往党部开会，半路上遇见陈秋霖，随即同车前往，不想竟在戒备森严的国民党中央党部（惠州会馆，广州市越秀南路89号中华全国总工会旧址，立有纪念碑）门前惨遭杀害。

## 出生
- 清文宗咸丰九年，袁世凯。

## 逝世
- 民国十四年（1925）八月二十日，廖仲恺在国民党中央党部（惠州会馆，广州市越秀南路89号中华全国总工会旧址，立有纪念碑）门前惨遭杀害。
- 清世祖顺治十七年，董鄂妃。

## 参看
- 日历
- 八月十八 - 八月十九 - 八月二十 - 八月廿一 - 八月廿二
- 七月二十 - 八月二十 - 九月二十
- 正月 - 二月 - 三月 - 四月 - 五月 - 六月 - 七月 - 八月 - 九月 - 十月 - 十一月 - 腊月
- 公历8月20日